# Фаріда Джалал
Фаріда Джалал (гінді फरीदा ज़लाल, англ. Farida Jalal, нар. 14 березня 1949, Нью-Делі, Індія) — індійська актриса кіно і телебачення. Знімається в кіно понад 40 років (за винятком 1983—1990 рр.). Фільмографія актриси нараховує понад 140 фільмів, вона тричі була нагороджена премією Filmfare Award за кращу жіночу роль другого плану: в 1972, 1992 і 1996 роках.

## Кар'єра
Фаріда Джалал є однією з найвідоміших індійських актрис, що грають переважно ролі другого плану: подругу, сестру, маму, тітку, бабусю тощо. Родичку головної героїні. Дебютувала в кіно в 1961 році, а останній фільм з її участю вийшов в 2013 році.
Свою першу нагороду Filmfare Award за кращу жіночу роль другого плану Фаріда Джалал отримала в 1972 році за роль у фільмі Paras (1971). Однією з найвідоміших ролей актриси стала роль розумово відсталої дівчини з лялькою — нареченої головного героя (у виконанні Ріші Капура) в знаменитому фільмі «Боббі» (1973). Іншими відомими ролями 60-70-тих років XX століття стали ролі у фільмах: «Відданість» (1969), «Безсмертна любов» (Amar Prem) (1971) (обидва — з Раджешем Кханном і Шармілою Тагор у головних ролях), «Забута дружина» (1975) (з Хемою Маліні і Джітендром у головних ролях).
У 1991 році Фаріда Джалал знялася в останній незакінченій режисерській роботі Раджа Капура «Хенна». За роль в цьому фільмі актриса була удостоєна своєї другої нагороди Filmfare Award. У 1995 році вийшов, а згодом став популярним, фільм «Невикрадена наречена», в якому Фаріда Джалал разом з Амрішем Пурі зіграли батьків героїні Каджол, і за роль в якому вона була удостоєна своєї третьої нагороди Filmfare Award.
Фаріда Джалал знімалася також і в «паралельному кіно» (серйозний реалістичний кінематограф, артгаус). У 1977 році знялася у фільмі «Шахісти» режисера Сатьяджита Рая. У 1995 році зіграла головну роль у фільмі «Маммо» режисера Ш'яма Бенегала. Цей фільм отримав Національну кінопремію як кращий художній фільм мовою гінді, а Фаріда Джалал була удостоєна премії критиків — Filmfare Critics Award за кращу роль.
У 1990-2000-х роках за участю Фаріди Джалал вийшли такі популярні фільми, як «Танцівниця кабаре» (1992), «Раджа Хіндустані» (1996), «Божевільне серце» (1997), «Двійник» (1998), «Все в житті буває» (1998), «Як же бути серцю» (1999), «Скажи, що любиш!» (2000), «І в печалі, і в радості» (2001), «Зубейда» («Фатальне кохання») (2001), «Чужа дитина» (2001), «Викрадена» (2003), «Я божеволію від кохання» (2003).
Крім цього, Фаріда Джалал знімалася в багатьох телесеріалах, наприклад, в популярному комедійному серіалі «Dekh Bahi Dekh».

### Родина, сім'я
Фаріда Джалал познайомилася зі своїм майбутнім чоловіком Табрезом Бармаваром на зйомках фільму Jeevan. Їхнє весілля відбулося в листопаді 1978 року. У пари народився син на ім'я Ясін Джалал. З 1983 року по 1990 рік, коли у актриси було не дуже багато пропозицій зніматися, вона переїхала з чоловіком в Бангалуру, де у нього був свій бізнес — миловарний завод. Табрез Бармавар помер у вересні 2003 року.

## Фільмографія
- 1961 — Повний місяць / Chaudhvin Ka Chand
- 1964 — / Jahan Ara
- 1967 — / Taqdeer — Зіта
- 1968 — Притулок весни / Baharon Ki Manzil — Наліні Рой
- 1969 — Відданість / Aradhana — Рену
- 1969 — / Mahal
- 1970 — Новий шлях / Naya Raasta — Радха Пратап Сінгх
- 1970 — / Puraskar — Решма
- 1970 — / Devi — Шобха
- 1971 — Історія кохання / Pyar Ki Kahani — Лата Чандра
- 1971 — Одержимість / Lagan — Дурга
- 1971 — Пошук / Khoj
- 1971 — / Paras — Бела Сінгх
- 1972 — Безсмертна любов / Amar Prem[en] — місіс Нандрікішор Шарма
- 1972 — Фундамент / Buniyaad
- 1972 — Життя, життя / Zindagi Zindagi — Шима
- 1972 — / Rivaaj — Рену
- 1972 — / Aankh Micholi
- 1972 — / Doctor X
- 1973 — Боббі / Bobby — Алка Шарма (Ніккі)
- 1973 — Нероба / Loafer — Рупа
- 1973 — / Heera
- 1973 — Гопі / Gopi — Нандіні
- 1973 — Майор / Achanak — Радха
- 1974 — Вимушені обставини / Majboor — Рену Кханна
- 1974 — / Naya Din Nai Raat — Mental Patient — Politician
- 1974 — / Asliyat
- 1975 — Шахісти / Shatranj Ke Khilari — Нафіса
- 1975 — Забута дружина / Khushboo[en] — Мано
- 1975 — Битва за любов / Aakraman — Аша
- 1975 — Два детектива / Do Jasoos — Hema Khushalchand
- 1975 — Хрещений батько / Dharmatma — Мона
- 1975 — / Dhoti Lota Aur Chowpatty — Раджні
- 1975 — / Uljhan — Камла
- 1975 — / Sankalp — Geeta Sehgal
- 1975 — / Kala Sona — Бела
- 1976 — Час відплати / Bundal Baaz — Малті
- 1976 — Доверие / Shaque — місіс Субраманіам
- 1976 — / Sabse Bada Rupaiya — Bindiya
- 1976 — / Koi Jeeta Koi Haara
- 1976 — / Lagaaam
- 1977 — Мелодия мечты / Alaap — Сулакшана Гупта
- 1977 — В тени твоих ресниц / Palkon Ki Chhaon Mein
- 1977 — Клятва / Kasum Khoon Ki — Ганга
- 1977 — / Aakhri Goli
- 1977 — / Abhi To Jee Lein — няня
- 1978 — Клянусь іменем Ганги / Ganga Ki Saugand — Чампа
- 1978 — / Naya Daur — Дженні
- 1979 — Розплата / Jurmana — Лайла
- 1979 — / Dhongee — Гіта
- 1980 — / Patthar Se Takkar — Бела, сестра Мохана
- 1980 — / Chambal Ki Kasam
- 1981 — / Jwala Daku — Сіта (невістка Джвали)
- 1987 — Отель «Пушпак» / Pushpak — Magician's wife
- 1991 — Хенна / Henna — Бібі Гул
- 1992 — Танцівниця кабаре / Dil Aashna Hai[en] — Разія
- 1992 — Поклик любові / Paayal — Шанті Деві
- 1992 — Справжнє кохання / Bekhudi — тітонька
- 1992 — / Kal Ki Awaz — Акбарі
- 1993 — / Gardish — Лакшмі Сатхе
- 1994 — Дорога / Laadla — Гаятрі Верма
- 1994 — Кровопролитний поєдинок / Elaan — Реваті Чаудхарі
- 1994 — Коханий / Dulaara — місіс Флоренс Джойнер
- 1994 — / Krantiveer — місіс Тілак (мати Пратапа)
- 1995 — Невикрадена наречена / Dilwale Dulhania Le Jayenge — Ладжванті (Ладжо) Сінгх
- 1995 — Маммо / Mammo[en] — Маммо
- 1995 — Прийомна дочка / Jawab — служанка Раджешвара
- 1995 — Да здравствует Викранта! (рос.) / Jai Vikraanta
- 1995 — Муки / Veergati — Парваті
- 1996 — Раджа Хіндустані / Raja Hindustani — Чачі, тітка Раджі
- 1996 — Принц / Rajkumar — Панна
- 1996 — Всепереможне кохання / Ajay — мать Аджая
- 1996 — Любовь и ненависть / Dushman Duniya Ka — Управляюча жіночим притулком
- 1996 — Нероба / Loafer — Джанкі Кумар
- 1996 — Арешт / Diljale — мати Ш'яма
- 1996 — / Shastra — тітонька
- 1997 — Божевільне серце / Dil To Pagal Hai — мати Аджая
- 1997 — Райдужні надії / Saat Rang Ke Sapne — Яшода
- 1997 — Причуди любовиі/ Mohabbat — Гітарані Капур
- 1997 — Невіглас / Aflatoon — мати Раджі
- 1997 — Впертість / Ziddi — мати Джайі
- 1997 — Розлука / Judaai — мати Каджал
- 1997 — Два кольори крові / Lahoo Ke Do Rang — Халіма
- 1997 — Ангел смерті / Mrityudaata — місіс Гхаял
- 1998 — Двійник / Duplicate — місіс Чаудрі «Бебе», мати Баблу
- 1998 — Все в житті буває / Kuch Kuch Hota Hai — місіс Кханна
- 1998 — Коли закохуєшсяся / Jab Pyaar Kisise Hota Hai — мати Камала
- 1998 — Добре ім'я / Soldier — Шанті Сінха
- 1998 — У боротьбі зі злом / Zor: Never Underestimate the Force — місіс Кханн
- 1998 — За ґратами / Salaakhen — Гаятрі Агніхотрі
- 1999 — Як же бути серцю / Dil Kya Kare
- 1999 — Красуня / Khoobsurat — Судха Чоудхарі
- 1999 — Диверсант / Hindustan Ki Kasam — мати Аджая і Тохеда
- 2000 — Скажи, що любиш! / Kaho Naa... Pyaar Hai — Лілі
- 2000 — З коханою під вінець / Dulhan Hum Le Jayenge — місіс Оберой
- 2000 — Магія твого кохання / Tera Jadoo Chal Gayaa — мати Пуджі
- 2000 — Випадковий свідок / Khauff — місіс Джавед Сінгх
- 2000 — Жіноча таємниця / Gaja Gamini — Нурбібі
- 2000 — Чорний капелюх, червона хустина / Kaali Topi Lal Rumaal — мати Шалу
- 2000 — Скорпіон / Bichhoo — мати Дживи
- 2000 — Поклик / Pukar — Gayetri Rajvansh
- 2001 — І в смутку, і в радості / Kabhi Khushi Kabhie Gham — Саіда
- 2001 — Зубейда / Zubeidaa — Маммо
- 2001 — Чужа дитина / Chori Chori Chupke Chupke — Аша Малхотра
- 2001 — Спасіння / Moksha: Salvation — мати Саліма
- 2001 — Утікачка / Lajja — місіс Сародж
- 2001 — Шалений / Farz — Рукмані Сінгх
- 2002 — Легенда про Бхагата Сінгху / The Legend of Bhagat Singh — Від'яваті Сінгх
- 2002 — Ти не хочеш мене зрозуміти / Kuch Tum Kaho Kuch Hum Kahein — Vishnupratap's wife
- 2002 — Від ненависті до любові / Badhaai Ho Badhaai — місіс Шадха
- 2002 — Це шалене кохання / Pyaar Diwana Hota Hai — місіс Чоудхарі
- 2002 — Людська підлість / Deewangee — місіс Гхойял
- 2003 — Викрадена / Pinjar — місіс Ш'ямлал, мати Рамчанда
- 2003 — Я божеволію від кохання / Main Prem Ki Diwani Hoon[en] — місіс Капур
- 2003 — Пригоди у часі / Fun2shh Dudes in the 10th Century — місіс Д'Суза / Хірака
- 2003 — У пастці / Jaal: The Trap — Судха Каул
- 2003 — / Aapko Pehle Bhi Kahin Dekha Hai — Аша
- 2003 — / Kaise Kahoon Ke Pyaar Hai
- 2004 — Честь / Garv: Pride and Honour — місіс Шакунтала Дікшит
- 2004 — Тарзан: Супер-кар / Taarzan: The Wonder Car — місіс Чоудхарі (Deven's mom)
- 2005 — І проллється дощ... / A Sublime Love Story: Barsaat … — бабуся Каджал
- 2005 — На виражі кохання / Pyaar Mein Twist — місс Ар'я
- 2006 — Непереможний / Aryan: Unbreakable — місіс Браганза
- 2007 — Старший брат / Big Brother — Sitadevi S. Gandhi / Sitadevi S. Sharma
- 2008 — Крила мрій / Yaariyan — Jasavar's mom
- 2009 — Хто знає, що станеться завтра? / Kal Kissne Dekha — Марія
- 2010 — З надією на краще / Aashayein — Мадху
- 2010 — Обітниця на крові / Khuda Kasam — Фатіма
- 2010 — / Krantiveer: The Revolution — місіс Тілак
- 2011 — Любов, розлука, життя / Love Breakups Zindagi — Bijji
- 2011 — / Chala Mussaddi — Office Office — Шанті Тріпатхі
- 2012 — Студент року / Student of the Year — бабуся Абхііманью
- 2012 — 4 дні Місяця / Chaar Din Ki Chandni
- 2012 — / A Gran Plan — Сатвіндер Каур Беді
- 2012 — / 498A-The Wedding Gift — Рошні Патель
- 2012 — / Yeh Jo Mohabbat Hai
- 2013 — / Raqt — гувернантка

## Нагороди та номінації
Нагороди
- 1972 — Filmfare Award за кращу жіночу роль другого плану — Paras
- 1992 — Filmfare Award за кращу жіночу роль другого плану — «Хенна»
- 1995 — Filmfare Award за кращу жіночу роль на думку критиків — «Маммо»
- 1996 — Нагорода асоціації бенгальських журналістів за кращу жіночу роль у фільмах мовою гінді[en] — «Маммо»
- 1996 — Filmfare Award за кращу жіночу роль другого плану — «Невикрадена наречена»

Номінації
- 1970 — номінація на Filmfare Award за кращу жіночу роль другого плану — «Відданість»
- 1976 — номінація на Filmfare Award за кращу жіночу роль другого плану — «Вимушені обставини»
- 1978 — номінація на Filmfare Award за кращу жіночу роль другого плану — «Довіра»
- 1980 — номінація на Filmfare Award за кращу жіночу роль другого плану — «Відплата»